# Bracon asper
Bracon asper är en stekelart som beskrevs av Gaspard Auguste Brullé 1846. Bracon asper ingår i släktet Bracon och familjen bracksteklar. Inga underarter finns listade.